# Sripada Tho-Kaew
Sripada Tho-Kaew (ur. 4 stycznia 1991) – tajska zapaśniczka w stylu wolnym.
Ósma na igrzyskach azjatyckich w 2010 i 2022. Złota medalistka igrzysk Azji Południowo-Wschodniej w 2023, srebrna w 2013 i brązowa w 2021 roku. Piąta na mistrzostwach Azji w 2013 roku.